# Agammaglobulinemia primaria
La agammaglobulinemia primaria es un grupo de inmunodeficiencias hereditarias caracterizadas por la carencia de anticuerpos. 
Los anticuerpos son proteínas (inmunoglobulinas) esenciales para el sistema inmunitario. Las producen los linfocitos B. Los anticuerpos luchan contra las bacterias, los virus, y otras sustancias extrañas que amenacen al organismo. 
La agammaglobulinemia también puede darse por función anormal los linfocitos B. En algunas formas de agammaglobulinemia primaria, ninguno de los dos tipos de linfocitos (T, B) funciona normalmente. 
Hay tres formas clínicas de agammaglobulinemia primaria: 
- Agammaglobulinemia ligada al cromosoma X
- Agammaglobulinemia ligada al cromosoma X con déficit de la hormona del crecimiento
- Agammaglobulinemia autosómica recesiva.

Todas estas enfermedades se caracterizan por presentar un sistema inmune debilitado que se debe reforzar con la administración de gamaglobulinas para luchar contra las infecciones.